# Ectatoderus marginatus
Ectatoderus marginatus är en insektsart som beskrevs av Bei-bienko 1966. Ectatoderus marginatus ingår i släktet Ectatoderus och familjen Mogoplistidae. Inga underarter finns listade i Catalogue of Life.